# Кралєво
Кралєво (серб. Краљево, Kraljevo) — місто в Сербії в Раському окрузі. За переписом 2002 року в місті було 57 414 жителів, в 1991 році — 57 926.

## Муніципалітет
Муніципалітет Кралєво розташовується на річках Ібар, Західна Морава і Рибниця. Налічує 121 707 жителів.

## Історія

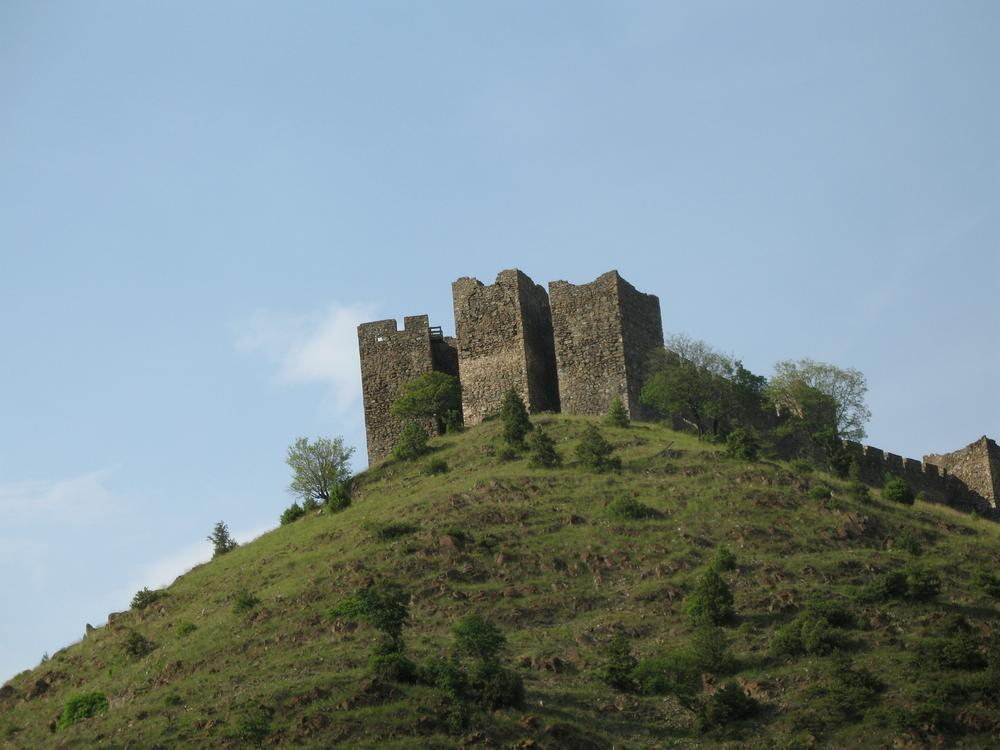
Місто Маглич, 20 км південніше Кралева

Село Рудо-Поле, з якого виникло місто, було засноване в XIV столітті.
Край потрапив під владу Османської імперії в 1458–1459 рр.
В османські часи місто носило назву Карановаць.
Сербські повстанці 1805 року захопили і розграбували місто.

## Клімат
Метеостанція Кралево, розташована на висоті 215 м над рівнем моря, має дані з 1890 (координати 43°42'N 20°42'E)
В цілому, Кралево має помірно-континентальний клімат, з варіаціями через висоту.
Максимальна температура за всю історію на станції склала 44,3 °C (22 липня 1939), а найнижча температура була зареєстрована 19 лютого 1956 і склала −27,1 °C.
Рекордний максимум опадів за добу: 124,1 мм (відзначений 25 травня 1968).
Найпотужніший сніговий покрив сформувався 23 лютого 1954 і склав 90 см.
| Клімат Кралево за період з 1961 по 1990 рік             | Клімат Кралево за період з 1961 по 1990 рік | Клімат Кралево за період з 1961 по 1990 рік | Клімат Кралево за період з 1961 по 1990 рік | Клімат Кралево за період з 1961 по 1990 рік | Клімат Кралево за період з 1961 по 1990 рік | Клімат Кралево за період з 1961 по 1990 рік | Клімат Кралево за період з 1961 по 1990 рік | Клімат Кралево за період з 1961 по 1990 рік | Клімат Кралево за період з 1961 по 1990 рік | Клімат Кралево за період з 1961 по 1990 рік | Клімат Кралево за період з 1961 по 1990 рік | Клімат Кралево за період з 1961 по 1990 рік | Клімат Кралево за період з 1961 по 1990 рік |
| Показник                                                | Січ.                                        | Лют.                                        | Бер.                                        | Квіт.                                       | Трав.                                       | Черв.                                       | Лип.                                        | Серп.                                       | Вер.                                        | Жовт.                                       | Лист.                                       | Груд.                                       | Рік                                         |
| Абсолютний максимум, °C                                 | 18,2                                        | 25,5                                        | 27,6                                        | 32,1                                        | 34,8                                        | 37,7                                        | 38,9                                        | 38,7                                        | 37,3                                        | 31,9                                        | 28,6                                        | 21,9                                        | 38,9                                        |
| Середній максимум, °C                                   | 3,3                                         | 6,8                                         | 12,0                                        | 17,7                                        | 22,3                                        | 25,2                                        | 27,3                                        | 27,5                                        | 23,9                                        | 18,0                                        | 11,0                                        | 5,0                                         | 16,7                                        |
| Середня температура, °C                                 | −0,5                                        | 2,3                                         | 6,5                                         | 11,7                                        | 16,2                                        | 19,1                                        | 20,8                                        | 20,4                                        | 16,8                                        | 11,5                                        | 6,2                                         | 1,4                                         | 11,0                                        |
| Середній мінімум, °C                                    | −4,3                                        | −1,7                                        | 1,4                                         | 5,7                                         | 10,1                                        | 13,1                                        | 14,2                                        | 13,7                                        | 10,6                                        | 6,0                                         | 1,9                                         | −2,1                                        | 5,7                                         |
| Абсолютний мінімум, °C                                  | −24                                         | −23,6                                       | −14,4                                       | −3,5                                        | −1,6                                        | 5,0                                         | 7,0                                         | 3,1                                         | −1,8                                        | −5,6                                        | −17,4                                       | −19,2                                       | −24                                         |
| Середня кількість сонячних годин на місяць              | 58,1                                        | 83,7                                        | 139,1                                       | 163,3                                       | 202,8                                       | 212,7                                       | 255,8                                       | 251,9                                       | 193,2                                       | 151,8                                       | 77,7                                        | 45,1                                        | 1835,2                                      |
| Норма опадів, мм                                        | 54                                          | 49                                          | 53                                          | 61                                          | 92                                          | 96                                          | 76                                          | 57                                          | 58                                          | 46                                          | 60                                          | 61                                          | 761                                         |
| Вологість повітря, %                                    | 81.1                                        | 76.7                                        | 69.8                                        | 65.7                                        | 70.0                                        | 72.4                                        | 70.4                                        | 70.0                                        | 74.1                                        | 76.0                                        | 79.5                                        | 83.1                                        | 74.1                                        |
| ------------------------------------------------------- | ------------------------------------------- | ------------------------------------------- | ------------------------------------------- | ------------------------------------------- | ------------------------------------------- | ------------------------------------------- | ------------------------------------------- | ------------------------------------------- | ------------------------------------------- | ------------------------------------------- | ------------------------------------------- | ------------------------------------------- | ------------------------------------------- |
| Джерело: Республіканський гідрометеорологічний інститут |                                             |                                             |                                             |                                             |                                             |                                             |                                             |                                             |                                             |                                             |                                             |                                             |                                             |

| Клімат Кралево за період 2001 - 2011 рр | Клімат Кралево за період 2001 - 2011 рр | Клімат Кралево за період 2001 - 2011 рр | Клімат Кралево за період 2001 - 2011 рр | Клімат Кралево за період 2001 - 2011 рр | Клімат Кралево за період 2001 - 2011 рр | Клімат Кралево за період 2001 - 2011 рр | Клімат Кралево за період 2001 - 2011 рр | Клімат Кралево за період 2001 - 2011 рр | Клімат Кралево за період 2001 - 2011 рр | Клімат Кралево за період 2001 - 2011 рр | Клімат Кралево за період 2001 - 2011 рр | Клімат Кралево за період 2001 - 2011 рр | Клімат Кралево за період 2001 - 2011 рр |
| Показник                                | Січ.                                    | Лют.                                    | Бер.                                    | Квіт.                                   | Трав.                                   | Черв.                                   | Лип.                                    | Серп.                                   | Вер.                                    | Жовт.                                   | Лист.                                   | Груд.                                   | Рік                                     |
| Середній максимум, °C                   | 4,7                                     | 7,1                                     | 12,8                                    | 17,8                                    | 23,1                                    | 26,2                                    | 28,7                                    | 28,8                                    | 23,2                                    | 17,7                                    | 11,9                                    | 5,3                                     | 17,3                                    |
| Середня температура, °C                 | 1,3                                     | 2,9                                     | 7,7                                     | 12,0                                    | 17,0                                    | 20,2                                    | 22,3                                    | 22,2                                    | 17,3                                    | 12,4                                    | 7,3                                     | 2,4                                     | 12,1                                    |
| Середній мінімум, °C                    | −2,2                                    | −1,3                                    | 2,6                                     | 6,2                                     | 10,8                                    | 14,3                                    | 15,9                                    | 15,7                                    | 11,5                                    | 7,1                                     | 2,6                                     | −0,6                                    | 6,9                                     |
| Норма опадів, мм                        | 39                                      | 40                                      | 48                                      | 59                                      | 66                                      | 78                                      | 101                                     | 59                                      | 58                                      | 50                                      | 54                                      | 47                                      | 699                                     |
| --------------------------------------- | --------------------------------------- | --------------------------------------- | --------------------------------------- | --------------------------------------- | --------------------------------------- | --------------------------------------- | --------------------------------------- | --------------------------------------- | --------------------------------------- | --------------------------------------- | --------------------------------------- | --------------------------------------- | --------------------------------------- |
| Джерело:                                |                                         |                                         |                                         |                                         |                                         |                                         |                                         |                                         |                                         |                                         |                                         |                                         |                                         |

## Туризм

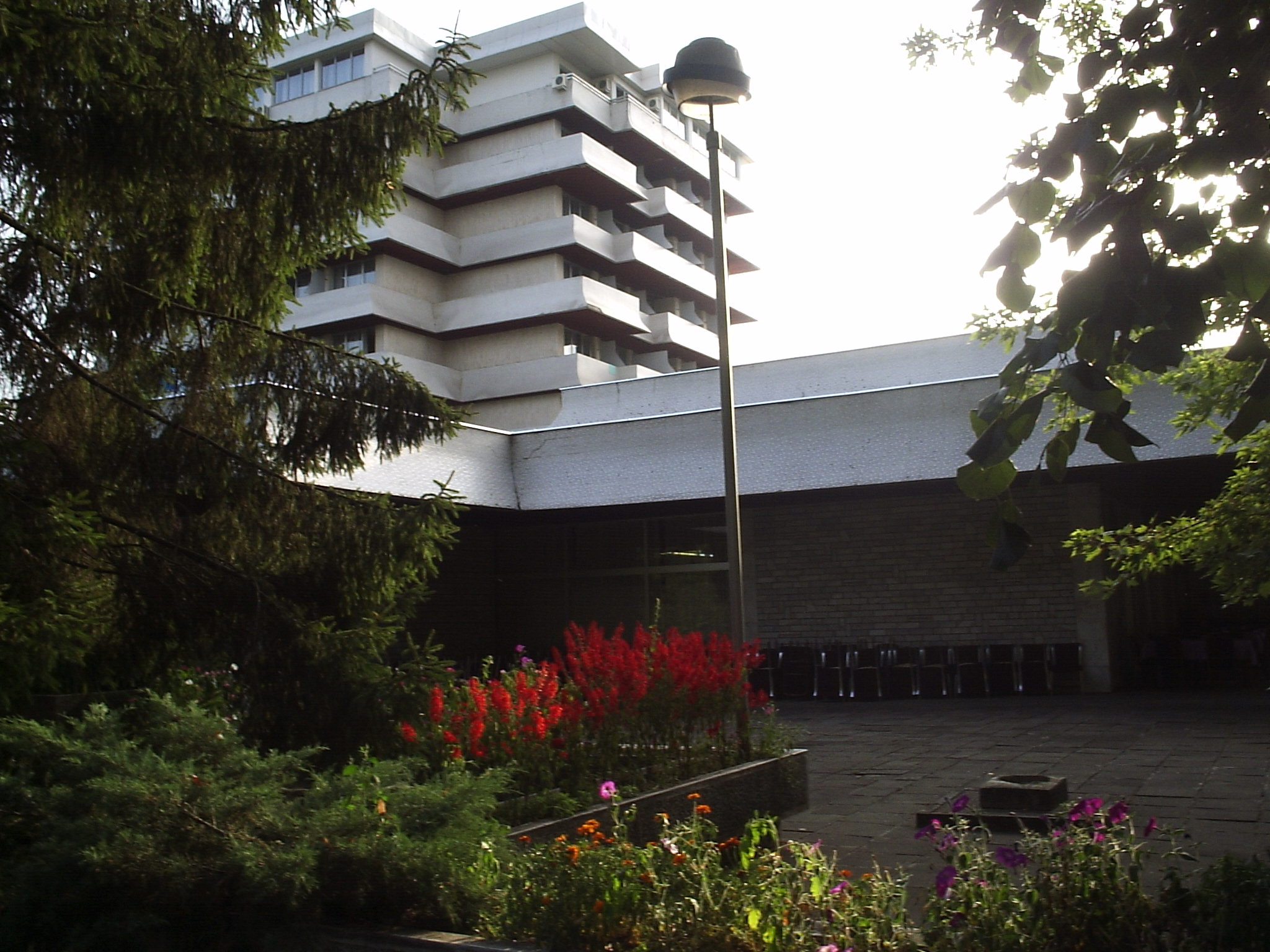
Готель в Матарушка Баня

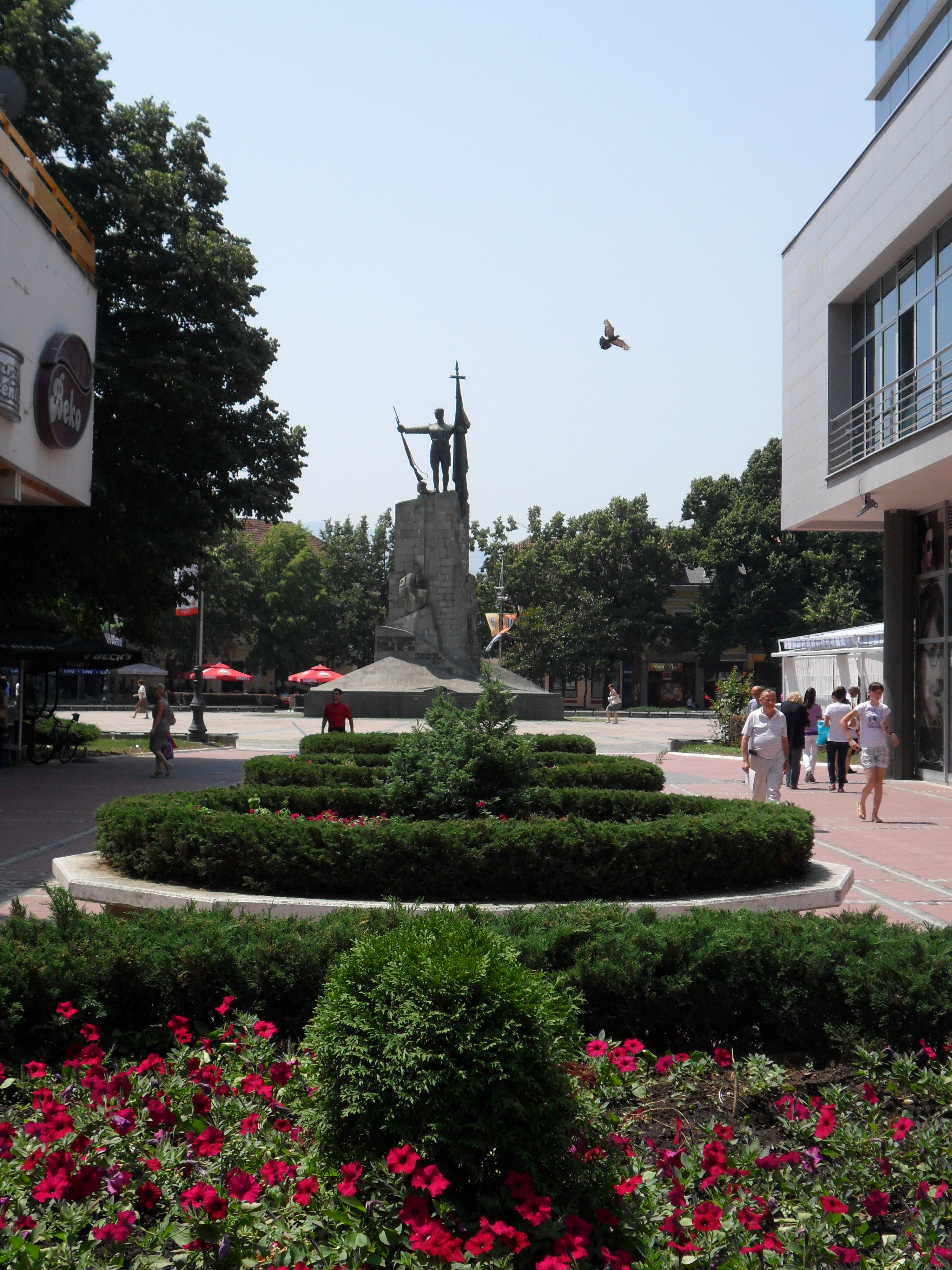
Кралево

В Кралєво і околицях багато санаторіїв:
- Врнячка-Баня
- Матарушка-Баня
- Богутовачка-Баня
- Сірчанска-Баня

## Пам'ятки
У Кралєві й околицях багато культурно-історичних пам'яток:
- Палац Господар-Васін конак
- Монастир Жича
- Монастир Студениця
- Середньовічний місто Маглич

## Відомі люди
- Лідія Вукічевич, сербська акторка та політична діячка.
- Горан Петрович, письменник
- Александар Трифунович, футболіст
- Александар Лукович, футболіст
- Ненад Крстіч, баскетболіст
- Предраг Остоїч, шахіст
- Ольга Йовичич, югославська партизанка